# Lajos Balázsovits
Dans le nom hongrois Balázsovits Lajos, le nom de famille précède le prénom, mais cet article utilise l’ordre habituel en français Lajos Balázsovits, où le prénom précède le nom.
Lajos Balázsovits, né le 4 décembre 1946 à Nagykanizsa en Hongrie et mort le 19 juillet 2023 à Budapest, est un acteur hongrois.

## Biographie
Lajos Balázsovits est diplômé de l'École supérieure d'art dramatique et cinématographique (Színház- és Filmművészeti Főiskola) de Budapest en 1969.
Il dirigea le théâtre Játékszín de 1992 à 2012.

## Filmographie partielle

### Cinéma
- 1968 : Ah ! ça ira (Fényes szelek) de Miklós Jancsó
- 1969 : La Pierre lancée (Feldobott kő) de Sándor Sára
- 1970 : La Belle et le Vagabond (Szép lányok, ne sírjatok!) de Márta Mészáros
- 1971 : Agnus Dei (Égi bárány) de Miklós Jancsó
- 1972 : Psaume rouge (Még kér a nép) de Miklós Jancsó
- 1974 : Milarépa de Liliana Cavani
- 1975 : Vices privés, vertus publiques de Miklós Jancsó
- 1979 : Rhapsodie hongroise I et II (Életünket és vérünket) de Miklós Jancsó
- 1980 : Bizalom d'István Szabó
- 1982 : Requiem de Zoltán Fábri

### Télévision
- 1972 : Les Évasions célèbres, épisode Le Prince Rakoczi :  Rakoczi
- 1999 : Mary, Mother of Jesus de Kevin Connor
- 2000 : Le Prince et le Pauvre de Giles Foster